# Arzachena
Arzachena in der Provinz Nord-Est Sardegna in Italien ist eine sardische Kleinstadt mit 13.436 Einwohnern (Stand 31. Dezember 2023).

## Lage und Daten
Arzachena liegt an der SS 125, 25 Kilometer von Olbia, dem Fährhafen zum Festland, und ebenso weit von Santa Teresa Gallura, dem Fährhafen nach Korsika, entfernt. Arzachena ist Teil der Region Gallura unweit der Costa Smeralda und dem Golf Baia di Arzachena. Die Nachbarorte sind Luogosanto, Luras, Olbia, Palau, Sant’Antonio di Gallura und Tempio Pausania.
Zum Gemeindegebiet gehört die Costa Smeralda, die reich an Buchten, Stränden und Granitfelsen ist und an der der Fremdenverkehrsort Porto Cervo liegt.

## Sehenswürdigkeiten
Nahe Arzachena befinden sich viele Überreste der protonuraghischen- und der Nuraghenzeit. Interessant ist die Nuraghensiedlung Malchittu mit einigen runden Hütten und Nuraghenresten, außerdem das aus dem 10. Jahrhundert v. Chr. stammende Tempelchen Malchittu. Die dortigen bizarren Trachytverwitterungen und archäologische Fundstätten, die oft Unikate auf der Insel darstellen, führten dazu, dass eine Zeit lang von einer Arzachena-Kultur gesprochen wurde. Heute ist klar, dass die Monumente lediglich Varianten im Rahmen der sardischen Kulturen sind.

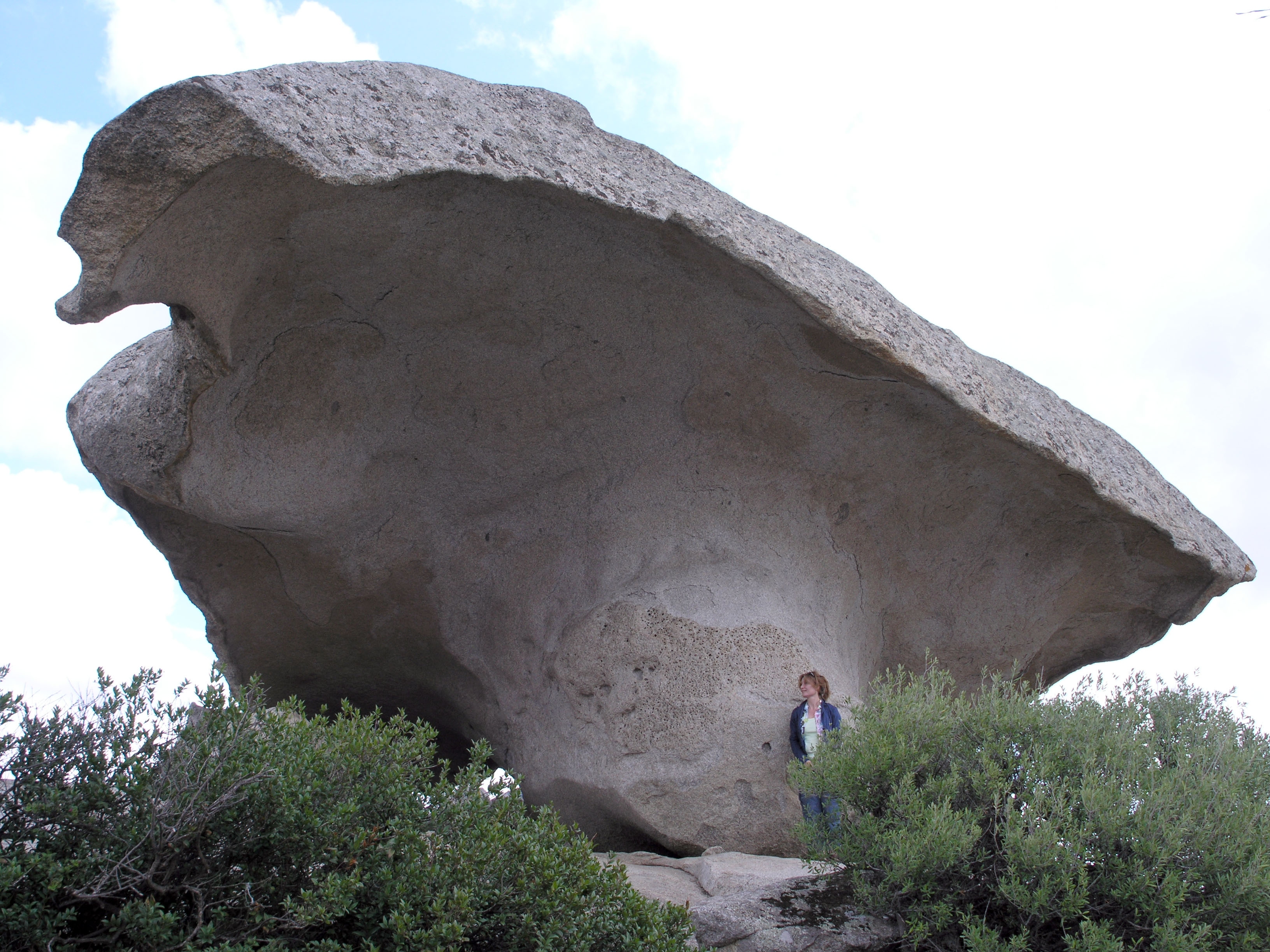
„Il Fungo“ (Der Pilz), eine Gesteinsformation über der Stadt

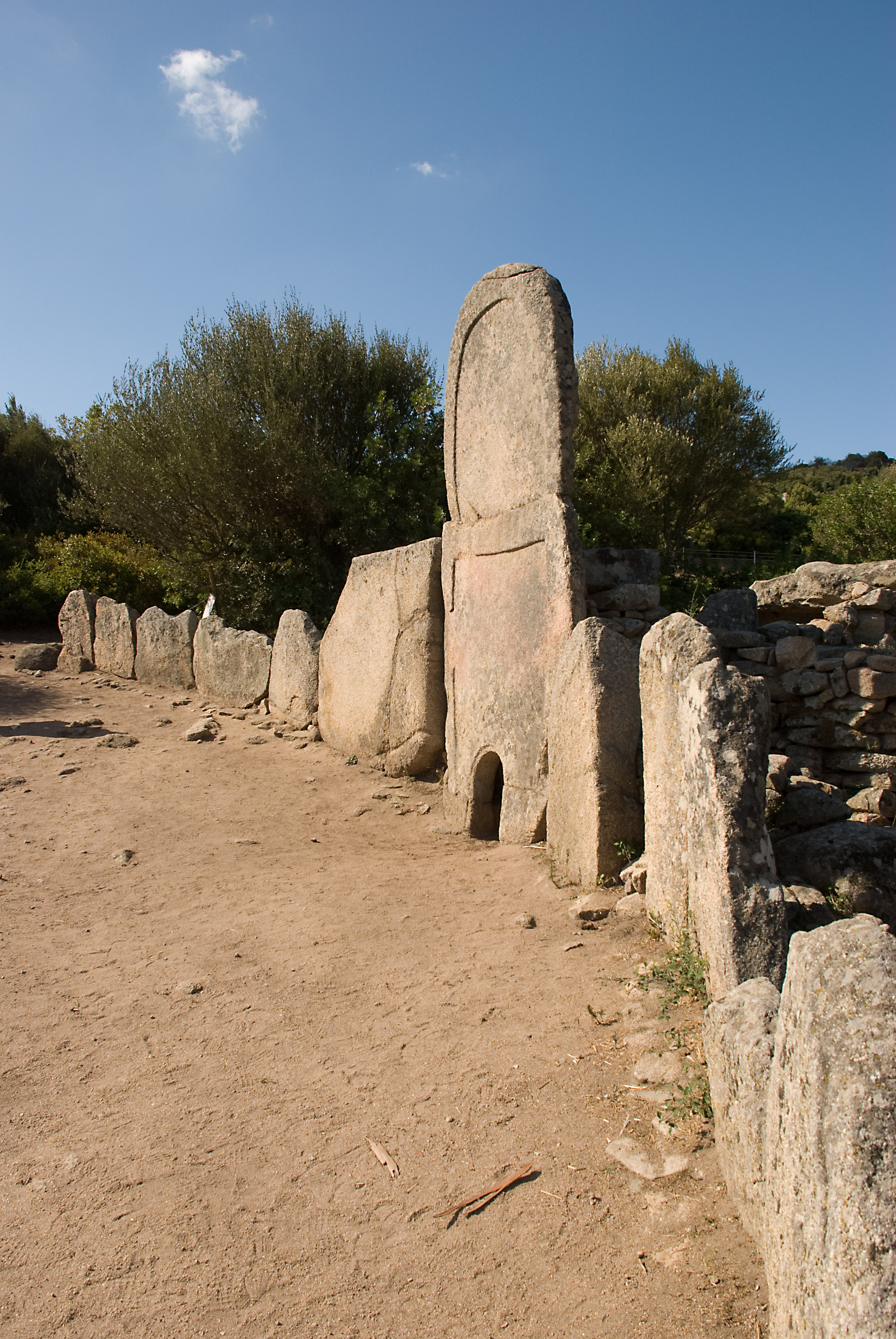
Coddu Vecchiu

Einige Fundstätten können gegen Eintritt besichtigt werden, darunter:
- Die Nuraghe Albucciu
- Das Gigantengrab Coddu Vecchiu
- Die Nuraghe La Prisgiona
- Das Gigantengrab Li Lolghi

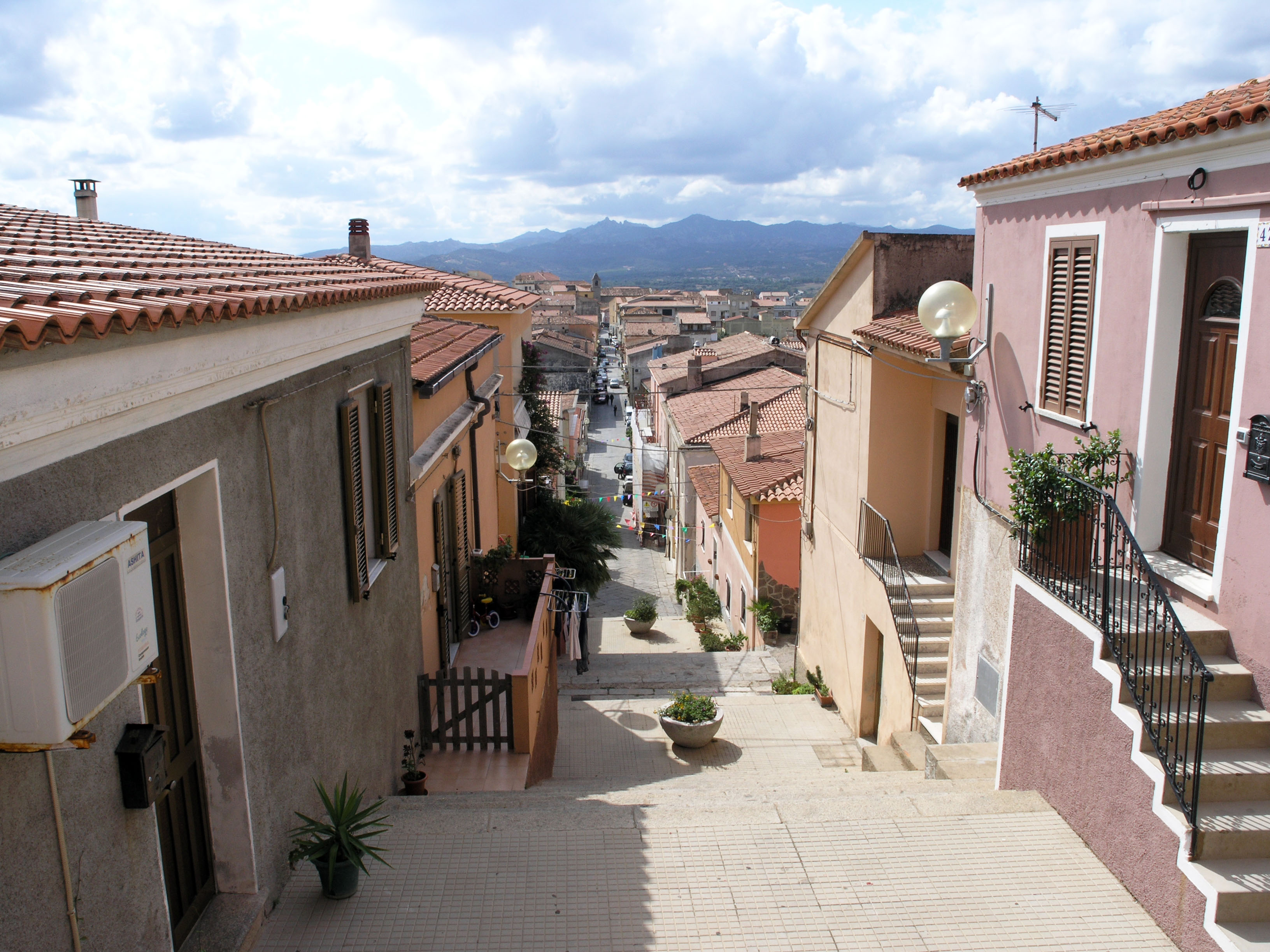
Via Cavallotti in Arzachena

- Li Muri, ein Kultplatz mit Steinkisten
- Der Megarontempel Malchittu

In römischer Zeit lag hier das Turibulu(m) Major (Turibulum = Weihrauchaltar). Ende 2023 wurde vor Arzachena der bis dato größte Münzschatz aus römischer Zeit entdeckt. Er umfasst mindestens 30.000 Münzen aus der 1. Hälfte des 4. Jahrhunderts, vor allem aus der Zeit Konstantins des Großen.

## Verkehr
Arzachena besitzt einen Bahnhof an der Bahnstrecke Sassari–Palau, der im Sommer regelmäßig mit Zügen des Trenino Verde bedient wird. Von Palau nach Tempio Pausania fahren Züge, von dort Anschluss an die Züge Richtung Sassari.

## Trivia
Das Lied Über den Ozean von Joachim Witt ist Arzachena gewidmet.